# Войтівська волость (Уманський повіт)
Войтівська волость — історична адміністративно-територіальна одиниця Уманського повіту Київської губернії з центром у селі Войтівка.
Станом на 1886 рік складалася з 8 поселень, 8 сільських громад. Населення — 8174 особи (4098 чоловічої статі та 4076 — жіночої), 1514 дворових господарств.
|                     | Площа, десятин | У тому числі орної, дес. |
| ------------------- | -------------- | ------------------------ |
| Сільських громад    | 15185          | 9410                     |
| Приватної власності | 1750           | 1315                     |
| Казенної власності  | 1067           | 50                       |
| Іншої власності     | 188            | 160                      |
| Загалом             | 18190          | 10935                    |

Основні поселення волості:
- Войтівка — колишнє військове поселення за 4 версти від повітового міста, 1474 особи, 249 дворів, православна церква, школа, 2 постоялих будинки, 5 вітряних млини.
- Аполянка (Ополенка) — колишнє військове поселення при річці Хороша, 1003 особи, 178 дворів, православна церква, школа, постоялий будинок, водяний і 4 вітряних млини.
- Гереженівка — колишнє військове поселення при річці Хороша, 790 осіб, 150 дворів, православна церква, школа, 2 постоялих будинки, 2 водяних і 3 вітряних млини.
- Дмитрівки — колишнє військове поселення, 1169 осіб, 243 двори, православна церква, школа, постоялий будинок, водяний і 9 вітряних млинів.
- Доброводи — колишнє військове поселення при річці Хороша, 1093 особи, 242 двори, православна церква, школа, 3 постоялих будинки, водяний і 4 вітряних млини.
- Ксендзівка — колишнє військове поселення при річці Хороша, 825 осіб, 163 двори, православна церква, школа, постоялий двір, водяний і 3 вітряних млини.
- Піківець — колишнє військове поселення, 445 осіб, 79 дворів, православна церква, вітряний млин.
- Танське — колишнє власницьке село при річці Хороша, 1226 осіб, 210 дворів, православна церква, постоялий будинок, водяний і 9 вітряних млинів.